# 니아사주

니아사주

니아사주(포르투갈어: Niassa)는 모잠비크 북서부에 위치한 주로, 주도는 리싱가이며 면적은 129,056 km2, 인구는 1,027,037명(2006년 기준)이다. 동쪽으로는 카부델가두주, 남동쪽으로는 남풀라주, 남쪽으로는 잠베지아주와 인접해 있으며 북쪽으로는 말라위호(니아사호)를 경계로 탄자니아와 국경을 맞대고 있다.

## 인구
| 연도    | 인구      | ±% p.a. |
| ------- | --------- | ------- |
| 1980    | 514,100   | —       |
| 1997    | 808,572   | +2.70%  |
| 2007    | 1,213,398 | +4.14%  |
| 2017    | 1,810,794 | +4.08%  |
| source: |           |         |